# Kores
Kores AG er en schweizisk producent af kontorartikler. Virksomheden har sin oprindelse i Østrig, hvor Wilhelm Koreska etablerede virksomheden i 1887. I 1971 etablerede Robert og Peter Koreska et holdingselskab for virksomheden i Zug i Schweiz. De har ca. 1.000 ansatte.